# Йохан Антон Гюлденщед
Йохан Антон Гюлденщед (на немски: Johann Anton Güldenstädt; на руски: Иоганн Антон (Антонович) Гюльденштедт (Гильденштедт)) е немски пътешественик-изследовател на руска служба.

## Произход и образование (1745 – 1768)
Роден е на 26 април 1745 година (стар стил) в Рига, Руската империя (днес столица на Латвия), в семейство на балтийски немци. Учи медицина във Франкфурт на Одер и през 1767 г. получава докторска степен в Берлин.

## Експедиции в Русия (1768 – 1774)
През 1768 г., по молба на Санктпетербургската академия на науките пристига в Русия и участва в т.нар. „Академически експедиции“. От 1768 до 1774 изследва Европейска Русия, Кавказ и Закавказието.
През 1768 във Валдайските възвишения (343 м) изследва изворите на Волга, Западна Двина и Днепър.
През пролетта на 1769 от Москва достига до Воронеж, изследва Окско-Донската равнина, река Хопьор (979 км, ляв приток на Дон) и Калачкото възвишение (245 м), покрай десния бряг на Хопьор.
От 1770 до 1773 г. изследва части от Кавказ, част от Прикаспийската низина, Кумо-Маничката падина, Кубанската и Куманската степ, Ставрополското възвишение (831 м), река Кума (ок. 600 км), река Западен Манич (219 км) и левия ѝ приток Егорлик (448 км).
През септември 1771 г. пристига в Грузия, където прекарва повече от година и събира ценни материали за природните богатства, историята и културата на страната.
Пребиваването на Гюлденщед в Кавказ съвпада с поредната Руско-турска война (1768 – 1774) и това определя повишеното внимание на изследователя към въпросите от военно-стратегически характер. Като натуралист и медицинско лице Гюлденщед обстоятелствено изследва нефтените находища в района и минералните извори, като на последните провежда редица медицински експерименти.
В края на 1773 г. изследва делтата на Дон, северния бряг на Азовско море, в т.ч. косите Крива, Белосарайска и Бердянска, Миуския лиман, долното течение на река Калмиус (209 км) и други реки до Бердянския залив. Изследва западната част на Приазовското възвишение, реките Берда, Молочная (219 км) и Конска и левия бряг на Днепър между устията на реките Конска и Самара (311 км).
През лятото на 1774 г. изследва долното течение на Днепър между реките Ингулец (549 км) и Синюха. През есента на същата година изследва северната част на Донецкия кряж (367 м), река Айдар (десен приток на Северски Донец) и през Днепърската низина се добира до Киев, а след това през Орел и Тула през втората половина на декември се завръща в Москва и на 2 март – в Санкт Петербург.
Гюлденщед е първият, който прави описание и характеристика на почвите, растителността и животинския свят в руските степи, първи обяснява произхода на чернозема и пръв описва редица до това време неизвестни на науката животни. Става и първият европеец, който изследва бита и културата на кавказките народи – осетинци, ингушети, балкарци, чеченци и други.

## Следващи години (1775 – 1781)
През 1769 г. става доцент по природна история, през 1771 – професор, а през 1774 – академик.
Умира от тиф на 23 март 1781 година (стар стил) в Санкт Петербутрг на 35-годишна възраст.

## Трудове
- Географическое и статистическое описание Грузии и Кавказа из путешествия академика Гильденштедта через Россию и по Кавказким горам в 1770, 1771, 1772 и 1773 гг., СПБ, 1809;
- Путешествие академика Гильденштедта по Слободско-Украинской губернии, Хар., 1892.